# Der lustige Papagei
Der lustige Papagei is een vliegend tapijt in het Duitse attractiepark Phantasialand en ligt in het themagebied Fantasy.
Het in 2010 geopende vliegende tapijt is relatief vrij laag. De attractie is namelijk gericht op (kleine) kinderen. De attractie heeft een hoogte van 7 meter en kent geen inversies. Per rit is er plaats voor 24 personen. De capaciteit komt daarmee op circa 480 personen per uur.